# Гулиева, Беяз
Беяз Гулиева (азерб. Bəyaz Quliyeva; род. 6 сентября 1990) — азербайджанская волейболистка. Либеро. Игрок сборной Азербайджана.

## Карьера
Родилась в 1990 году. Начала заниматься спортом с 16 лет. В первых соревнованиях участвовала за команду г. Сумгаит.
Призёр республиканских соревнований.
С 2013 года играла за ЖВК «Телеком».
Играла за «Рабита», «Азеррейл».
Играла за ЖВК «Абшерон». Являлась капитаном команды.